# 前嶋信次
前嶋 信次（まえじま しんじ、1903年7月20日 - 1983年6月3日）は、日本のイスラム学者、東洋史家、東洋学者。慶應義塾大学名誉教授。

## 経歴
出生から修学期
1903年、山梨県笛吹市八代町に生まれた。山梨県立日川中学校、東京外国語学校仏語科を経て、東京帝国大学文学部東洋史学科に進んだ。当時は日本ではほとんど研究する者がなかったイスラム史を志し、アラビア語を学んだ。1928年に同大学を卒業。
戦前
卒業後は、台北帝国大学助手や台南州立台南第一中学校教諭を務めた。1940年、南満州鉄道東亜経済調査局に勤勤。このことで厖大なイスラム文献を自由に手に取り研究する機会を得た。
戦後
1953年、学位論文『東西交渉史上におけるイスラム教徒勢力の消長に関する研究』を慶應義塾大学に提出して文学博士号を取得。1954年、慶應義塾大学文学部専任講師に就いた。1956年、同教授に昇格。1971年に慶應義塾大学を定年退職し、名誉教授となった。
学界では、日本イスラム協会、日本オリエント学会の設立運営に貢献し、日本でのイスラム学、オリエント学研究の発展に尽力した。

## 研究内容・業績
戦前から戦後にかけて、イスラム学、西アジア史、東西交渉史に大きな足跡を残した。アラビア語文献に基づいた東西交渉史（シルクロード学）の実証的研究を数多く行う一方で、文学的情趣をあわせもった一般的向けの啓蒙書についても数多く著し、アラブ文化・イスラーム文化を日本に広く紹介した。
初のアラビア語原典での日本語訳となった『アラビアン・ナイト』が名高い。弟子に家島彦一や三木亘・坂本勉らがいる。多くの編著刊行にも関わった。

## 家族・親族
- 陸軍将校の水上源蔵は姉の夫[5]。

## 著作
著書
- 『玄奘三蔵：史実西遊記』岩波新書 青版 1952
  - 復刊 1988・2010ほか
- 『サラセン文化』弘文堂(アテネ文庫) 1955
- 『アラビア史』修道社 1958、増補版 1971
- 『イスラムの文化圏 回教の文化』至文堂(世界史新書) 1962
- 『アラビアの医術』中公新書 1965
  - 新版：平凡社ライブラリー 1996[6]、電子書籍 2023
- 『イスラム世界　世界の歴史 8』河出書房新社 1968
  - 新装カバー版 1977
  - 河出文庫 1989、電子書籍 2014
- 『アラビアン・ナイトの世界』講談社現代新書 1970
  - 新版：平凡社ライブラリー 1995[7]
    - 電子書籍 2017
- 『シルクロードの秘密国：ブハラ』芙蓉書房 1972、新版 1977
- 『イスラムの蔭に』(生活の世界歴史 7) 河出書房新社 1975
  - 新装カバー版 河出書房新社 1980
  - 河出文庫 1991、電子書籍 2014
- 『イスラムの時代』(世界の歴史 10) 講談社 1977
  - 改題文庫化『イスラムの時代：マホメットから世界帝国へ』講談社学術文庫 2002
- 『アラビア学への途 わが人生のシルクロード』日本放送出版協会(NHKブックス) 1982 - 学問的自伝
- 『アラビアに魅せられた人びと』芙蓉書房 1982／中公文庫 1993[8]

没後刊行
- 『空海入唐記』誠文堂新光社 1983
- 『日持上人の大陸渡航：宣化出土遺物を中心として』誠文堂新光社 1983
- 『イスラム文化と歴史』湯川武解題、誠文堂新光社 1984
- 『インド学の曙』窪寺紘一編・解説、世界聖典刊行協会(ぼんブックス)  1985
- 『イスラムの宗教と歴史』窪寺紘一編・解説、世界聖典刊行協会(ぼんブックス) 1987

著作集
- 『東西文化交流の諸相』誠文堂新光社 1971 自選論考集[9]
  - 改訂・カバー版 4分冊 1982

1. 『シルクロード史上の群像』
2. 『民族・戦争』
3. 『文化の東西交流』
4. 『東西物産の交流』

- 『前嶋信次著作選』全4巻、杉田英明編、平凡社東洋文庫 2000 [10]

1. 『千夜一夜物語と中東文化』
2. 『イスラムとヨーロッパ』
3. 『〔華麗島〕 台湾からの眺望』[11]
4. 『書物と旅 東西往還』

※単行本未収録を中心にした論文集、3巻に書誌、4巻に年譜を収録。2020年に電子書籍化。
訳書
- イブン・バットゥータ『三大陸周遊記』(世界探検紀行全集 2) 河出書房 1954[12]
  - 再訂版『三大陸周遊記』(世界探検全集 2) 河出書房新社 1977[12]、改訂新版 2023[13]
    - 電子書籍 2023

  - 文庫『三大陸周遊記』角川文庫 1961、新装復刊1989
  - 文庫『三大陸周遊記 抄』中公文庫 2004
  - 文庫『三大陸周遊記』グーテンベルク21（電子書籍）2012
- ルネ・グルッセ『アジア史』白水社(文庫クセジュ) 1955
- 『アラビアン・ナイト』(全18巻)[14]、平凡社東洋文庫 1966-1981、別巻[15] 1985 
  - ワイド版（オンデマンド出版） 2006
    - 電子書籍（別巻は未刊） 2015

  - 『アラビアン・ナイト』(全5巻) 平凡社(名作選) 1984
- スタンリー・レーン＝プール（英語版）『バルバリア海賊盛衰記 イスラム対ヨーロッパ大海戦史』[16]リブロポート(冒険の世界史シリーズ) 1981

## 関連文献
- 『世界各国史11 西アジア史』（編著、山川出版社）1955、新版 1972、1989ほか
- 『世界の文化史蹟10 イスラムの世界』（編著、講談社） 1969
- 『メッカ』（編著、芙蓉書房） 1975
- 『シルクロード事典』加藤九祚共編（芙蓉書房） 1975、新版 1993
- 『オリエント史講座』全6巻（杉勇、護雅夫共編、学生社） 1982ほか
- 『西と東と  前嶋信次先生追悼論文集』（汲古書院） 1985[17]
- 『イスラム学事始 前嶋信次の生涯』（窪寺紘一[18]、世界聖典刊行協会、ぼんブックス） 1989